# Rubén Héctor di Monte
Rubén Héctor di Monte (* 12. April 1932 in Luján; † 18. April 2016) war Erzbischof von Mercedes-Luján.

## Leben
Rubén Héctor di Monte empfing am 5. Dezember 1954 die Priesterweihe.
Papst Johannes Paul II. ernannte ihn am 13. Juni 1980 zum Weihbischof in Avellaneda und Titularbischof von Iomnium. Der Bischof von Avellaneda, Antonio Quarracino, spendete ihm am 16. August desselben Jahres die Bischofsweihe; Mitkonsekratoren waren Luis Juan Tomé, Bischof von Mercedes, und Luis Eduardo Henríquez Jiménez, Erzbischof von Valencia en Venezuela.
Am 24. März 1986 wurde er zum Bischof von Avellaneda ernannt und am 1. Mai desselben Jahres in das Amt eingeführt. Am 7. März 2000 wurde er zum Erzbischof von Mercedes-Luján ernannt und am 26. April desselben Jahres in das Amt eingeführt.
Am 15. Mai 2007 nahm Papst Benedikt XVI. sein aus Altersgründen vorgebrachtes Rücktrittsgesuch an.